# Jorge Torregrossa García
Jorge Torregrossa García (Alacant; 3 d'octubre de 1973) és un director de cinema i televisió valencià.

## Biografia
En la dècada dels anys noranta va rebre beques de la Fundació La Caixa i de Martin Scorsese (el Martin Scorsese Young Filmmaker Award). Va residir a Nova York on va romandre deu anys i va completar la seva formació amb un màster en cinematografia, en el postgrau per a directors de la Tisch School of the Arts, Nova York University. En aquesta ciutat, va dirigir els seus primers curts, Family Pictures i SaloMe PaMela Me, el 1998, i Desire, el 1999, que suposaria el seu reconeixement per la indústria i que va aconseguir premis al Festival d'Alcalá i del Festival Nacional de Curtmetratges d'Almeria, i Women in a Train (2001),
A la seva volta a Espanya, va alternar la direcció de curtmetratges com Manchas (2005) i Verano o los defectos de Andrés (2006), vídeos musicals per a artistes com Antonio Orozco o Najwa Nimri, anuncis comercials i sèries de televisió com Gran Hotel, La Señora, Herederos o Imperium.
En 2012, va debutar com a director de llargmetratge, amb Fin (2012), adaptació d'una novel·la de David Monteagudo i en 2013 va rodar la La vida inesperada, que es va estrenar en 2014, amb guió d'Elvira Lindo i protagonitzada per Javier Cámara i Raúl Arévalo, i que va rebre el premi nous realitzadors als XXIII Premis Turia.

## Filmografia

### Cinema
- 2014 La vida inesperada
- 2012 Fin

### Televisió
- 2020 - Élite (4 episodis)
- 2019 - Especialː Una Navidad para recordar (1 especial)
- 2018 - Fariña (4 episodis)
- 2017 - 2019 Velvet Colección (21 episodis)
- 2016 - Bajo sospecha (6 episodis)
- 2015 - 2016 Carlos, rey emperador (5 episodis)
- 2014 - 2015 Sin identidad (4 episodis)
- 2012 - Gran Hotel (2 episodis)
- 2012 - Imperium (3 episodis)
- 2011 - 14 de abril. La República (2 episodis)
- 2010 - Tierra de lobos (3 episodis)
- 2008 - 2010 La Señora (10 episodis)
- 2007 - 2008 Herederos (8 episodis)
- 2008 - El comisario (1 episodi)
- 2007 - Los simuladores (1 episodi)
- 2003 - Un lugar en el mundo (6 episodis)